# Mallee
Taxons concernés
- Dans la famille des Fabaceae
  - dans le genre Acacia
- Dans la famille des Myrtaceae
  - dans le genre Eucalyptus
  - dans le genre Melaleucamodifier

En Australie, un mallee (terme anglophone, d'origine aborigène) désigne tout arbre ou arbuste qui pousse en émettant de nombreuses tiges à partir du sol et d'une hauteur inférieure à 10 m. Leur apparence est celle d'un buisson de grande taille.
Parmi ces espèces on trouve des membres des genres Eucalyptus, Acacia et Melaleuca. C'est le cas notamment des espèces portant les noms communs anglais suivants :
- Coffin Bay Mallee, Eucalyptus albopurpurea
- Fremantle Mallee, Eucalyptus foecunda
- Fuchsia Mallee, Eucalyptus forrestiana
- Narrow Leaved Red Mallee, Eucalyptus foecunda
- Narrow-leaved Mallee, Eucalyptus angustissima
- Purple Flowered Mallee, Eucalyptus albopurpurea
- White Mallee, Eucalyptus dumosa ou Eucalyptus gracilis

Par analogie, ce terme est employé pour désigner :
- les zones de bois et broussailles dont la végétation principale est faite de mallees au sens premier et qui est un peu comparable au maquis dont la végétation n'atteint que 2 à 4 m de haut ;
- les régions dont la végétation principale est constituée de mallees, et principalement :
  - le Mallee, une région du nord-ouest de l'État de Victoria ;
  - le Mallee Murray, une région administrative de l'Australie-Méridionale ;
  - le Mallee, une région géographique de l'Australie-Occidentale.